# Екатеринбургская городская электричка
Екатеринбу́ргская городска́я электри́чка — один из видов общественного транспорта в Екатеринбурге.

## История
С 31 августа 2005 года в городе пущена первая линия городского поезда («городской электрички») от микрорайонов Семь Ключей и Сортировка (на севере) через вокзал (пересадка на первую линию метрополитена) и центр города, станцию Шарташ до микрорайонов Ботаника, Керамик (на юге), которая имела длину 30 км, 11 остановок («Екатеринбург-Сортировочный», «Электродепо», «ВИЗ», «Екатеринбург-Пассажирский», «Первомайская», «Шарташ», «Лесотехническая», «Ботаническая», «Уктус», «Вторчермет», «Керамик»), время проезда — около часа и электропоезда в качестве подвижного состава.
Городская электричка была введена в строй почти на два года раньше первоначальных планов. Как пояснил Аркадий Чернецкий, на тот момент глава Екатеринбурга, это стало возможным благодаря сотрудничеству города, области и Свердловской железной дороги. По утверждению тогдашнего губернатора Свердловской области Эдуарда Росселя, данный социально значимый проект должен был послужить решению транспортных проблем города.
Старт электрички был столь стремительным, что приготовившиеся освящать её священнослужители не успели провести обряд.
Уже в первый год функционирования городской электрички её услугами воспользовались около двух миллионов человек, а к середине 2007 года — свыше трёх миллионов, с ежемесячным увеличением пассажиропотока на 5 процентов.
В августе 2007 года линия продлена на юг на 2 станции («о. п. 21 км», «Сысерть») и 15 минут по времени проезда, а также (1 рейсовая пара по выходным дням) на север на 2 станции («Палкино», «Северка») и 15 минут по времени проезда до Северки. С мая 2008 года городских электропоездов до Северки нет, позже линия была сокращена до станции Керамик.
В 2008 году открылась специальная линия пригородного поезда-аэроэкспресса «Экспресс Кольцово» от городского вокзала до аэропорта Кольцово, которая также останавливается на промежуточных станциях и имеет время проезда 39 минут, для чего были построены и электрифицированы несколько сотен метров железнодорожного пути от станции Кольцово и построена платформа возле аэровокзала. Однако с 2010 года в связи с небольшим пассажиропотоком, «аэроэкспресс» были вынуждены перевести в разряд обычного пригородного маршрута.
В июле 2022 года губернатор Евгений Куйвашев, мэр Алексей Орлов и начальник Свердловской железной дороги Иван Колесников заключили соглашение о создании Новокольцовского маршрута. Документ подписали на «Иннопроме». Также помимо Новокольцовского маршрута проект развития городской электрички в уральской столице (который ещё любят называть «наземным метро») предусматривает ещё семь перспективных направлений.
1 декабря 2022 года был пущен ежедневный рельсовый автобус «Орлан» до новой остановки «Верхняя Пышма-Музей».

## Линии
1. Екатеринбург-Сортировочный — Керамик
2. Шарташ — Верхняя Пышма-Музей
3. Екатеринбург-Пассажирский— Аэропорт Кольцово

- ЭД2Т-0016 на платформе «Ботаническая»

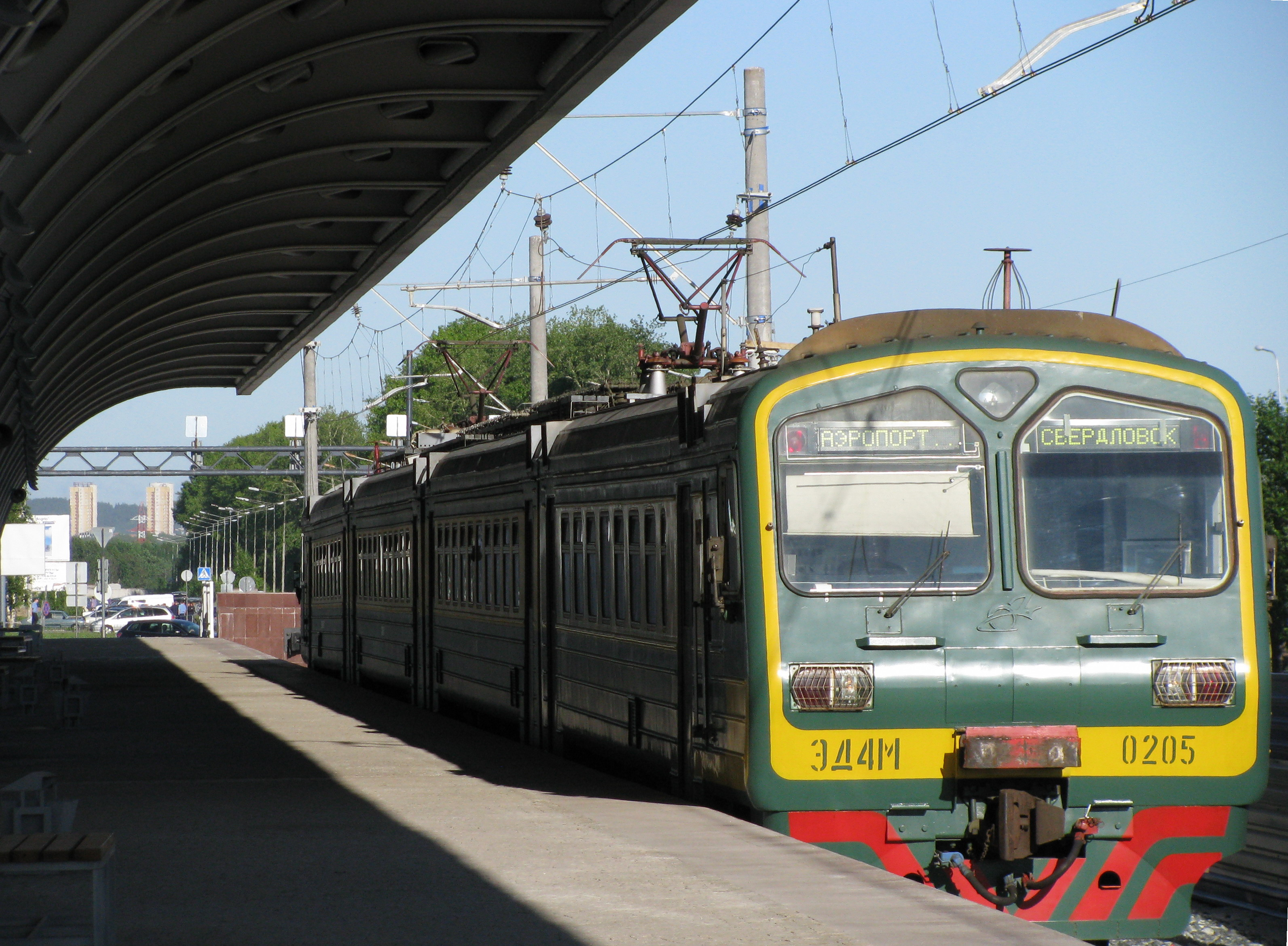
Аэроэкспресс ЭД4М на станции «Кольцово»